# Leoneo de Hungría
Leoneo de Hungría fue un libro de caballerías español, impreso en Toledo en 1520.
Su título completo, según el catálogo de la biblioteca de don Fernando Colón, era La historia de D. Leoneo de Ungría y de D. Victoriano de Pannonia, su hijo. Se dividía en cuatro libros o partes, y se terminó de imprimir el 8 de noviembre de 1520. La impresión era en letra gótica, en folio, a dos columnas.
No ha sobrevivido ningún ejemplar de este libro, y de él no hay más noticia que lo consignado en el catálogo de la Biblioteca Colombina. Estaba dedicado a "un magnificentísimo señor", cuyo nombre no se menciona en ese catálogo.